# Matoi

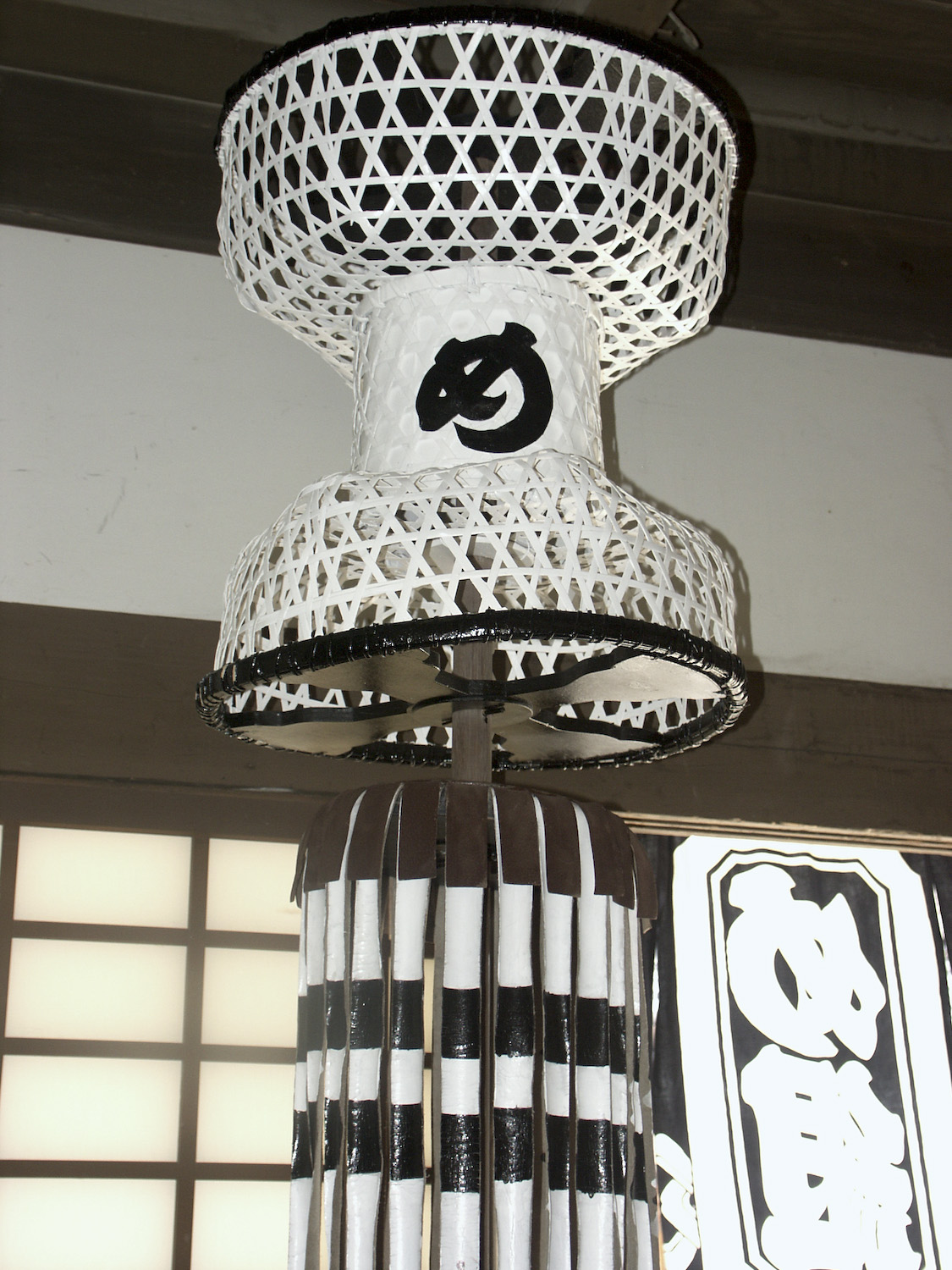
Un matoi.

Un matoi (纏?, matoi, まとい) era un oggetto utilizzato durante il periodo Edo in Giappone dai pompieri (火消し?, hikeshi) per segnalare il fuoco all'interno o nelle vicinanze di un edificio.
Esso veniva posto su un tetto vicino alla costruzione in fiamme dal portatore del matoi (纏持?, matoi mochi). Ogni gruppo di pompieri nel periodo Edo disponeva di un proprio matoi come simbolo di riconoscimento.
Nel Giappone moderno, il matoi ha conservato solo una funzione simbolica nelle cerimonie.